# آدا کرام
آدا کرام (انگلیسی: Ada Kramm; ۱۴ مارس ۱۸۹۹ – ۱۷ دسامبر ۱۹۸۱) هنرپیشه اهل نروژ بود.